# Haus Driesberg

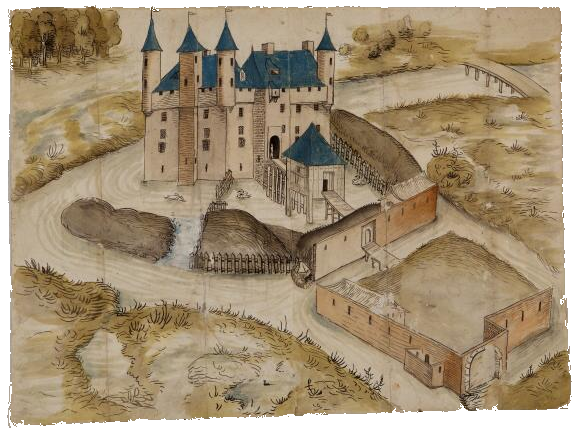
Haus Driesberg um 1555

Haus Driesberg war eine Burg am linken Ufer der Niers bei dem Dorf Kessel in der heutigen Stadt Goch, Kreis Kleve, in Nordrhein-Westfalen.

## Geschichte
Urkundlich erwähnt wurde Haus Driesberg erstmals 1392 als Besitz des Johan Kodken van Zeller und seiner Frau Gebe. Der typologische Befund spricht dafür, dass die Burg nicht viel früher errichtet wurde. Im 15./16. Jahrhundert war sie im Besitz der Familie von Schewick, von etwa 1600 bis 1753 der Familie Neukirchen genannt Nievenheim und schließlich bis 1831 der Familie von Dedem. Bis in das 18. Jahrhundert bildete Driesberg einen eigenen Gerichtsbezirk, zu dem auch die Dörfer Kessel und Mook gehörten. In den 1830er Jahren erfolgte der Abbruch des Haupthauses.

## Baugeschichte
Das Haupthaus der Burg war eine zweigeschossige vierflügelige Anlage mit Innenhof, auf deren Ecken Ecktürme aufgesetzt waren. Es lag unmittelbar an der Niers, deren Wasser auch die Burggräben speiste. Über Brücken war das Haupthaus mit einem Torhaus und einer Vorburg verbunden, die ebenfalls von Gräben umgeben waren. In der Frühen Neuzeit wurde die Burg im Stil des Barocks umgestaltet. Die Ecktürmchen des Haupthauses wurden mit Zwiebelhauben versehen, auch der niersseitige Erker wurde wohl zu dieser Zeit angebaut. Gänzlich umgestaltet wurde die Vorburg, von der sich zwei Türme aus dem 17. oder 18. Jahrhundert erhalten haben. Das Haupthaus wurde nach 1831 vollständig abgebrochen; sein Standort ist noch an Erhebungen im Boden abzulesen. Die Vorburg wurde in einen landwirtschaftlichen Betrieb integriert. Ihre beiden Türme säumen noch heute die Hofauffahrt.